# Skarpretterøkse
En skarpretterøkse er en økse, som bruges til halshugning og andre former for streng korporlig afstraffelse såsom afhugning af hænder for tyveri. Skarpretterøksen er en type bredbil.
| Våben | Spire Denne artikel om våben er en spire som bør udbygges. Du er velkommen til at hjælpe Wikipedia ved at udvide den. |